# Michetti a destra
Il Michetti a destra è una tipologia di francobollo emesso dalle poste del Regno d'Italia a partire dal 20 marzo 1906 come emissione ordinaria. I tipi prodotti furono quattro, tutti ricavati da un bozzetto disegnato dal pittore Francesco Paolo Michetti che raffigura l'effigie di Vittorio Emanuele III rivolta verso destra e che ha originato il nome con cui i francobolli sono noti. Ebbero validità fino al 6 aprile 1924.

## Notizie storiche
Fin dal 1903 la regina Elena aveva fatto pressioni per ideare una serie di francobolli artisticamente più raffinata della precedente serie floreale. Questa nuova serie avrebbe dovuto utilizzare le possibilità comunicative che all'epoca avevano i francobolli per promuovere la famiglia reale e l'orgoglio italiano. Per la realizzazione la regina suggerì di ricorrere ad un artista all'apice della sua popolarità, Francesco Paolo Michetti. La regina non si limitò a dare solo delle direttive, ma volle proporre anche i soggetti con i quali illustrare le vignette, che vennero poi utilizzati dal pittore per realizzare alcuni saggi oggi conservati presso il Museo Postale di Roma.
L'occasione di emettere un nuovo francobollo fu data dal cambio tariffario avvenuto nel 1905 e che abbassava la tariffa di base delle lettere da 20 a 15 centesimi. Per far fronte a tale cambio inizialmente venne soprastampato un francobollo emesso in precedenza. Nel frattempo Francesco Paolo Michetti aveva già provveduto alla realizzazione di alcuni bozzetti sfruttando la fotografia, che all'epoca era considerato un nuovo mezzo espressivo. Questi bozzetti fotografici rimasero di proprietà della famiglia reale e solo nel giugno 2007 sono stati messi in vendita da Maria Gabriella di Savoia attraverso la casa d'asta Christie's.
Inizialmente fu scelto un bozzetto che aveva l'effigie rivolta a sinistra e sullo sfondo un'aquila sabauda. L'incisore Alberto Repettati ricavò il conio in rilievo rispettando in tutto il bozzetto dell'artista e consentendo la realizzazione di una tavola di stampa da 100 esemplari. La tavola fu effettivamente utilizzata per produrre una serie di saggi tipografici che recano in alto la dicitura “LIRA UNA POSTA D'ITALIA”. La ditta Calzone di Roma, che nel 1895 aveva prodotto per conto dello Stato le cartoline celebrative di Roma, fece però la proposta di produrre il nuovo francobollo attraverso il metodo calcografico presso la nuova stamperia denominata Officina Calcografica Italiana.
Tale officina si era dotata di macchine Milligan acquistate presso la American Bank Note di New York e mise in contatto con Francesco Paolo Michetti il miglior incisore che avevano a disposizione, Robert Savage. Dall'incontro nacque il bozzetto con il quale fu poi effettivamente prodotto il francobollo ufficiale. Savage realizzò tre conii definitivi per il francobollo da 15 centesimi nel quale la vignetta mostra l'effigie del re rivolta a destra; nello sfondo, alle spalle del sovrano, il mare era agitato, ma davanti era calmo e la corona sabauda coincideva con il disco solare. L'illustrazione era un'allegoria che voleva indicare come il nuovo sovrano si lasciava alle spalle il passato burrascoso che aveva portato al regicidio del 1900 nel quale il padre Umberto I aveva perso la vita.
Essendo l'Officina Calcografica Italiana una ditta privata, ne derivò il problema del controllo sulla tiratura, che fu affrontato attraverso la fornitura della carta. La tipografia del Regno nota come Officina Carte Valori forniva i fogli alla calcografica privata solo dopo averli prestampati con una corona agli angoli.
Il 20 marzo 1906 il francobollo fu regolarmente emesso; oltre che singolarmente poteva anche essere acquistato in libretti da 24 esemplari. Il libretto era composto con una copertina in cartoncino rigido che rilegava con un punto metallico 4 foglietti da 6 esemplari. Sulla sinistra del foglietto vi era la dicitura “MINISTERO DEL TESORO”. A differenza del francobollo, che venne ampiamente usato, il libretto non ebbe fortuna, un po' per la scarsa pubblicità che lo accompagnò, ma anche in quanto la somma da versare in anticipo per averlo corrispondeva a 3,65 lire, ovvero 5 centesimi in più dell'effettivo valore nominale.
Nel 1909 fu necessario produrre nuovamente il francobollo, ma questa volta vi provvide direttamente l'Officina Carte Valori di Torino in modo tipografico e dunque modificando l'incisione originale, tanto che in questa nuova produzione è visibile solo una stella del bavero sulla giubba del sovrano.
Nel 1911 fu decisa una nuova produzione calcografica e fu necessaria ancora un'incisione, che ripristinò la vista delle due stellette sul bavero, ma rese più spessa la “C” di "centesimi".
Nel 1916, in seguito al ritorno alla tariffa da 20 centesimi per le lettere ordinarie, i francobolli subirono una soprastampa per correggerne il valore.

## Notizie tecniche sull'emissione del 1906
- Soggetto: effigie di Vittorio Emanuele III
- Tiratura: 400.000.000 di esemplari [9]
- Data di emissione: 20 marzo 1906
- Validità: 6 aprile 1924
- Stampa: calcografica
- Fogli: 200 esemplari in 2 gruppi da 100[9]
- Dentellatura: 12 lineare[10]
- Filigrana: assente
- Incisore: Robert Savage
- Disegnatore: Francesco Paolo Michetti
- Varietà: sono noti esemplari non dentellati da uno dei lati o del tutto assenti di dentellatura

## Notizie tecniche sull'emissione del 1909
- Soggetto: effigie di Vittorio Emanuele III
- Tiratura: 100.000.000 di esemplari[11]
- Data di emissione: 1º giugno 1909
- Validità: 26 febbraio 1924
- Stampa: tipografica
- Fogli: 400 esemplari in 4 gruppi da 100[11]
- Dentellatura: 13 ¼X13 lineare[12]
- Filigrana: assente
- Disegnatore: Francesco Paolo Michetti
- Varietà: sono noti esemplari non dentellati da uno dei lati e con stampa decalcata

## Notizie tecniche sull'emissione del 1911
- Soggetto: effigie di Vittorio Emanuele III
- Tiratura: 100.000.000 di esemplari[13]
- Data di emissione: ottobre 1911
- Validità: 26 febbraio 1924
- Stampa: calcografica
- Fogli: 200 esemplari in 2 gruppi da 100[14]
- Dentellatura: 13 ¼X13 lineare[13]
- Filigrana: assente
- Disegnatore: Francesco Paolo Michetti
- Varietà: sono noti esemplari con varie dentellatura differenti, esemplari con doppia stampa e con stampa recto-verso

## Notizie tecniche sull'emissione del 1916
- Soggetto: effigie di Vittorio Emanuele III
- Tiratura: sconosciuta[15]
- Data di emissione: 11 gennaio 1916
- Validità: 6 aprile 1924
- Soprastampa: tipografica
- Fogli: 200 esemplari in 2 gruppi da 100[15]
- Dentellatura: 13 ¾ lineare[16]
- Filigrana: assente
- Disegnatore: Francesco Paolo Michetti
- Varietà: è nota una coppia con un esemplare senza soprastampa